# Peregrine Cust (1791-1873)
Peregrine Francis Cust (13 août 1791 - 15 septembre 1873) est un tory britannique membre du Parlement.

## Biographie
Il est le fils de Brownlow Cust (1er baron Brownlow), et de Frances, fille d'Henry Bankes, de Wimbledon. Il est le frère de John Cust (1er comte Brownlow), William Cust, Henry Cockayne Cust et Edward Cust, 1er baronnet. Il est élu au Parlement en 1818 comme député de l'arrondissement de Honiton dans le Devon, et réélu en 1820.
Il n'est pas réélu à Honiton en 1826 mais réélu à la place comme député de l'arrondissement de Clitheroe dans le Lancashire. Il occupe ce siège pendant six ans, jusqu'aux élections générales de 1832, au moment où le Great Reform Act réduit l’arrondissement à un siège et que Cust ne cherche pas à être réélu.
Il se marie trois fois. Il épouse d'abord Isabella Mary, fille de Charles Montagu-Scott, 4e duc de Buccleuch, en 1823. Après sa mort prématurée en octobre 1829, il épouse en secondes noces Mary Sophia, fille de John Townshend (2e vicomte Sydney), en 1833. Après sa mort en décembre 1852, il épouse en troisièmes noces Frances, fille de Charles Steer et veuve d'Augustus Keppel (5e comte d'Albemarle), en 1860. Il n'y a que des enfants du premier mariage. Frances meurt en mai 1869. Cust reste veuf jusqu'à sa mort en septembre 1873, à l'âge de 82 ans.